# Светско првенство у атлетици на отвореном 2022 — штафета 4 × 100 метара за мушкарце
Трка штафета 4 х 100 метара у мушкој конкуренцији на 18. Светском првенству у атлетици 2022. у Јуџину (Сједињене Државе) одржано је 22. и 23. јула 2022. године на Хејвард филду.
Титулу светских првака из Дохе 2019. бранила је штафета САД.

## Освајачи медаља
|                                                                   |                                                                  |                                                                                       |
| Канада · Арон Браун · Џером Блејк · Брендон Родни · Андре де Грас | САД · Кристијан Колман · Ноа Лајлс · Elijah Hall · Марвин Брејси | Уједињено Краљевство · Јона Ефолоко · Жарнел Хјуз · Нетанил Мичел Блејк · Рис Прескод |

## Рекорди
Рекорди у штафети 4х100 метара за мушкарце пре почетка светског првенства 15. јула 2022. године:
| Рекорди пре почетка Светског првенства 2022.   | Рекорди пре почетка Светског првенства 2022.                                                         | Рекорди пре почетка Светског првенства 2022. | Рекорди пре почетка Светског првенства 2022. | Рекорди пре почетка Светског првенства 2022. |
| ---------------------------------------------- | --- | -------------------------------------------- | -------------------------------------------- | -------------------------------------------- |
| Олимпијски рекорди                             | Јамајка · (Неста Картер, Мајкл Фрејтер, Јохан Блејк, Јусејн Болт)                                    | 36,84                                        | Лондон, Уједињено Краљевство                 | 11. август 2012.                             |
| Светски рекорд                                 | Јамајка · (Неста Картер, Мајкл Фрејтер, Јохан Блејк, Јусејн Болт)                                    | 36,84                                        | Лондон, Уједињено Краљевство                 | 11. август 2012.                             |
| Рекорд светског првенства                      | Јамајка · (Неста Картер, Мајкл Фрејтер, Јохан Блејк, Јусејн Болт)                                    | 37,04                                        | Тегу, Јужна Кореја                           | 4. септембар 2011.                           |
| Најбољи резултат сезоне                        | Немачка · (Кевин Кранц, Joshua Hartmann, Овен Анса, Лукас Анса Пепра)                                | 37,99                                        | Регензбург, Немачка                          | 3. јун 2022.                                 |
| Европски рекорд                                | Уједињено Краљевство · (Адам Џемили, Зарнел Хјуз, Ричард Килти, Нетанил Мичел Блејк)                 | 37,36                                        | Доха, Катар                                  | 5. октобар 2019.                             |
| Северноамерички рекорд                         | Јамајка · (Неста Картер, Мајкл Фрејтер, Јохан Блејк, Јусејн Болт)                                    | 36,84                                        | Лондон, Уједињено Краљевство                 | 11. август 2012.                             |
| Јужноамерички рекорд                           | Бразил · (Родриго до Наскименто, Витор Хуго дос Сантос, Дерик Силва, Пауло Андре Камило де Оливеира) | 37,72                                        | Доха, Катар                                  | 5. октобар 2019.                             |
| Афрички рекорд                                 | Јужноафричка Република · (Thando Dlodlo, Симон Магакве, Clarence Munyai, Акани Симбине)              | 37,65                                        | Доха, Катар                                  | 4. октобар 2019.                             |
| Азијски рекорд                                 | Јапан · (Шухеј Тада, Кирара Шираиши, Јошихиде Кирју, Абдул Хаким Сани Браун)                         | 37,43                                        | Доха, Катар                                  | 5. октобар 2019.                             |
| Океанијски рекорд                              | Аустралија · (Пол Хендерсон, Тим Џексон, Стив Бримаком, Дејмијен Марш)                               | 38,17                                        | Гетеборг, Шведска                            | 12. август 1995.                             |
| Океанијски рекорд                              | Аустралија · (Ентони Алози, Ајзек Нтиамоа, Ендру Макабе, Џошуа Рос)                                  | 38,17                                        | Лондон, Уједињено Краљевство (ЛОИ)           | 10. август 2012.                             |
| Рекорди постигнути на Светском првенству 2022. | |                                              |                                              |                                              |
| Најбољи резултат сезоне                        | Сједињене Државе · (Кристијан Колман, Ноа Лајлс, Elijah Hall, Марвин Брејси)                         | 37,87                                        | Јуџин, Катар                                 | 22. јула 2022.                               |
| Најбољи резултат сезоне                        | Канада · (Арон Браун, Џером Блејк, Брендон Родни, Андре де Грас)                                     | 37,48                                        | Јуџин, Катар                                 | 23. јула 2022.                               |

## Критеријум квалификација
Десет штафета се квалификовало као финалисти Светског првенства у такмичењу штафета 2021. године а шест се пласирало на основу најбољих резултата постигнутим између 27. децембра 2020. и 26. јуна 2022. године.

## Сатница
| Датум         | Време | Коло          |
| ------------- | ----- | ------------- |
| 22. јул 2022. | 18:05 | Квалификације |
| 23. јул 2022. | 19:50 | Финале        |

Сва времена су по локалном времену (UTC-9)

## Резултати

### Квалификације
Такмичење не одржано 22. јула 2022. године. Штафете су подељене у  2 групе. У финале су прошле по три првопласиране из обе групе (КВ) и две на основу постигнутог резултата (кв).,,
| Групе | 1     | 2     |
| ----- | ----- | ----- |
| Старт | 18:05 | 18:14 |

| Поз. | Гру. | Штафета      | Атлетичари                                                                              | НР    | Време        | Белешка |
| ---- | ---- | ------------ | --------------------------------------------------------------------------------------- | ----- | ------------ | ------- |
| 1.   | 1    | САД          | Кристијан Колман, Ноа Лајлс, Elijah Hall, Марвин Брејси                                 | 37,10 | 37,87        | КВ, СРС |
| 2.   | 2    | Француска    | Меба Микел Зезе, Пабло Матео, Рајан Зезе, Жими Вико                                     | 37,79 | 38,09        | КВ, НРС |
| 3.   | 2    | Канада       | Арон Браун, Џером Блејк, Брендон Родни, Андре де Грас                                   | 37,64 | 38,10        | КВ, НРС |
| 4.   | 2    | Јужна Африка | Хенричо Бруинтжиес, Емиле Ерасмус, Clarence Munyai, Акани Симбине                       | 37,65 | 38,31        | КВ, НРС |
| 5.   | 2    | Јамајка      | Ackeem Blake, Кемар Бејли Кол, Конрој Џоунс, Јелани Валкер                              | 36,84 | 38,33        | кв, НРС |
| 6.   | 2    | Бразил       | Родриго до Наскименто, Витор Хуго дос Сантос, Фелипе Барди, Ерик Кардозо                | 37,72 | 38,41        | кв, НРС |
| 7.   | 1    | У.Краљевство | Адам Џемили, Жарнел Хјуз, Нетанил Мичел Блејк, Рис Прескод                              | 37,36 | 38,49        | КВ      |
| 8.   | 1    | Гана         | Шон Сафо-Антви, Бенџамин Азамати, Џозеф Одуро Ману, Џозеф Пол Амоа                      | 38,08 | 38,58        | КВ, НРС |
| 9.   | 2    | Шпанија      | Бернар Канет, Пол Ретамал, Хесус Гомез, Серхио Лопез                                    | 38,46 | 38,70        | НРС     |
| 10.  | 2    | Италија      | Лоренцо Пата, Филипо Торту, Есеоса Фостине Десалу, Читуру Али                           | 37,50 | 38,74        | НРС     |
| 11.  | 1    | Немачка      | Кевин Кранц, Јосхуа Хартман, Овен Ансах, Лукас Анса Пепра                               | 37,99 | 38,83 (.822) |         |
| 12.  | 1    | Кина         | Синћанг Танг, Џенје Сје, Бингтјен Су, Гуанфенг Чен                                      | 37,79 | 38,83 (.825) | НРС     |
| 13.  | 1    | Холандија    | Хенсли Паулина, Тајмир Бурнет, Јорис ван Гол, Рафаел Боују                              | 37,91 | 39,07        |         |
|      | 2    | Данска       | Симон Хансен, Фредерик Шов-Нилсен, Тобиас Ларсен, Којо Мусах                            | 39,05 | НЗ           |         |
|      | 1    | Нигерија     | Рејмонд Екево, Годсон Оке Огхенебруме, Удоди Чуди Онвузурике, Favour Oghene Tejiri Ashe | 37,94 | Диск.        |         |
|      | 1    | Јапан        | Рјуичиро Сакаj, Рјота Сузуки, Коки Уејама, Хироки Јанагита                              | 37,43 | Диск.        |         |

### Финале
Такмичење је одржано 23. јула 2022. године у 19:50 по локалном времену.,
| Пласман | Штафета      | Атлетичари                                                         | Време | Белешке |
| ------- | ------------ | ------------------------------------------------------------------ | ----- | ------- |
|         | Канада       | Арон Браун, Џером Блејк, Брендон Родни, Андре де Грас              | 37,48 | СРС, НР |
|         | САД          | Кристијан Колман, Ноа Лајлс, Elijah Hall, Марвин Брејси            | 37,55 | НРС     |
|         | У.Краљевство | Јона Ефолоко, Жарнел Хјуз, Нетанил Мичел Блејк, Рис Прескод        | 37,83 | НРС     |
| 4.      | Јамајка      | Ackeem Blake, Јохан Блејк, Oblique Seville, Јелани Валкер          | 38,06 | НРС     |
| 5.      | Гана         | Шон Сафо-Антви, Бенџамин Азамати, Џозеф Одуро Ману, Џозеф Пол Амоа | 38,07 | НР      |
| 6.      | Јужна Африка | Емиле Ерасмус, Гифт Леотлела, Clarence Munyai, Акани Симбине       | 38,10 | НРС     |
| 7.      | Бразил       | Родриго до Наскименто, Фелипе Барди, Дерик Силва, Ерик Кардозо     | 38,25 | НРС     |
|         | Француска    | Меба Микел Зезе, Пабло Матео, Рајан Зезе, Жими Вико                | Диск. |         |